# Mithaq Kazimi
Mithaq Kazimi est un réalisateur et producteur américain.

## Filmographie
- 2006 : Avec des yeux d'ici
- 2008 : 16 jours en Afghanistan (en)
- 2010 : Un miracle vivant
- 2011 : Les deux parties du pistolet